# Rara
Pour les articles homonymes, voir Rara (homonymie).
Le Rara est une forme musicale originaire de Haïti, jouée lors de défilés de rue, généralement au cours de la semaine de Pâques.

## Origines et histoire
« Le festival rara a probablement été développé au cours de la période de l'esclavage colonial, quand les esclaves africains et les afro-créoles dans la colonie de Saint-Domingue lorsqu'ils faisaient usage d'instruments musicaux durant le dimanche de Pâques [...]. »
Certains, dont l'ethnologue Jean Coulanges, considèrent que le rara est un héritage des taïnos qui habitèrent l'île avant la colonisation. Il serait lié à l'équinoxe de printemps, jour consacré par les Mayas à la nature. De plus, les traces des majors jonc se retrouvent chez les Mayas, notamment dans le Yucatán au Mexique.
Le Rara aurait par la suite été adopté par les esclaves africains. Le syncrétisme religieux serait ensuite venu se greffer à cette fête, donnant la coïncidence avec le calendrier chrétien. Ceci amena à penser que les manifestations Rara sont des festivités païennes[réf. nécessaire].

## Descriptions

### Instruments

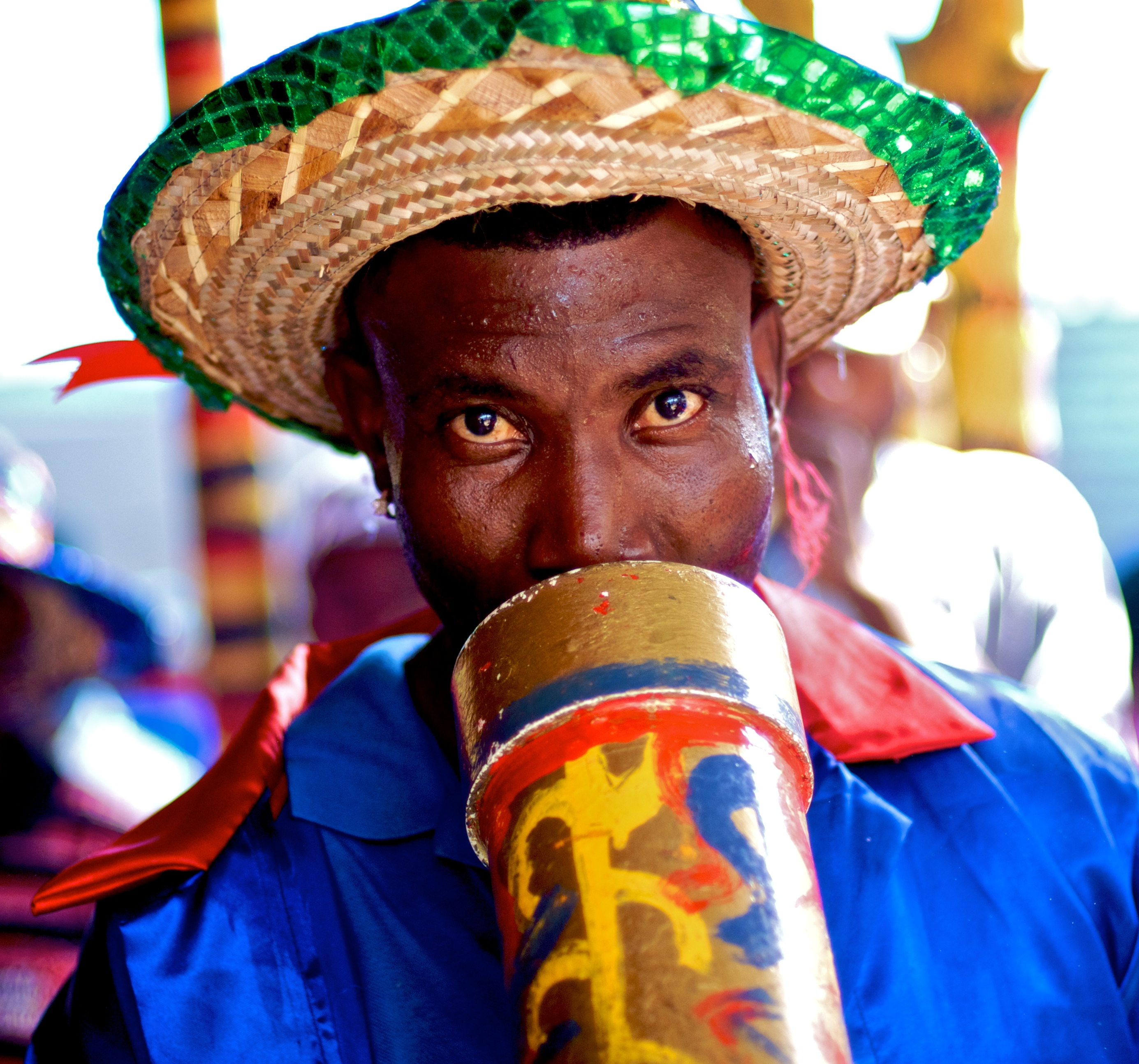
Musicien jouant du vaksen.

Le genre se centre sur un ensemble de trompettes en bambou cylindriques appelées vaksen (qui peut aussi être faite de tuyaux en métal), mais dispose également de tam[De quoi ?]. Même si majoritairement afro-centré, le rara emprunte quelques instruments taino-amérindiens comme les güiros[Quoi ?] et les maracas.bours[précision nécessaire], de maracas, de güiras ou güiros (un instrument à percussion), et de cloches en métal[précision nécessaire]. Les trompettes et saxophones peuvent aussi être utilisés.

### Déroulements et durées
Les traditions du Rara durent quarante jours chaque année, entre le premier jeudi après le mercredi des cendres et le premier lundi après le dimanche de Pâques.

### Rythmes
Les vaksen-s effectuent des sons répétitifs et rythmiques à l'aide d'un bâton.
Les pratiquants du Rara s'organisent en groupes à la direction d'hommes qui dirigent les mouvements des groupes. D'autres hommes des groupes jouent vite et furieusement des tambours en bandoulière posés autour de leur épaules. D'autres jouent des instruments à percussion ou machettes. Les autres pratiquants des groupes, hommes et femmes exécutent divers danses. Ils dansent par exemple le gouyad, une danse dans laquelle les mains sont jointes contre l'arrière de la tête, le menton incliné sur le côté, les genoux pliés et les hanches roulées en cercles sensuellement. L'exécution des rythmes et danses devient plus énergétique à la vue d'autres groupes ou des spectateurs .

### Dans la culture populaire en Haïti
Les chansons sont en kreyòl haïtien et célèbrent l'ascendance africaine de la population afro-haïtienne. Le vaudou[Lequel ?] y est souvent pratiqué.
Un festival Rara est organisé périodiquement dans la ville de Léogâne par l'URAL, Union des Rara de Léogâne et la mairie de Léogâne. Le premier festival a eu lieu en 1992. En 2011, ils avaient trois cent mille (300 000) participants et spectateurs. Il bénéficie du soutien financier du Ministère haïtien de la Culture et de la Communication.

## Évolutions

### Le Rara contemporain (des années 2010)
Depuis un certain temps[évasif], le Rara haïtien est joué dans des concerts tels que Haiti Jazz. Le Rara en Haïti est utilisé à des fins politiques pour les candidatures et les campagnes. Les paroles abordent aussi des sujets difficiles comme l'oppression politique ou la pauvreté. Des groupes et musiciens de rara sont interdits d'exercer et certains contraints à l'exil.
Le chanteur folk Manno Charlemagne a subi un tel parcours avant son retour et son élection comme maire de Port-au-Prince dans les années 1990.

### Variante: Le gagá en République Dominicaine
La tradition du rará a vécu un deuxième processus de syncrétisme en se développant en République Dominicaine, pays où le rara a eu le plus d'impact après Haïti. Il s'agit du gagá, une tradition,,,,,,,,,,,.
Le Rara fait désormais partie intégrante de la scène musicale du pays, où il est familièrement connu comme gagá. La musique est jouée par la population afro-dominicaine comme hommage culturel aux ancêtres africains et aux homologues haïtiens.

## Tourisme
La tradition du Rara s'exprime sous la forme d'une procession sur des dizaines de kilomètres, durant près de 24 heures. Ces déplacements ont pour but de pérenniser et partager la tradition du Rara entre les communautés de pratiquants.
Les processions attirent des spectateurs non pratiquants nationaux et internationaux et deviennent une attraction touristique.

## Galeries
|                |
| Rara et vaksen |

|                                         |
| Jongleur de bâtons d'un rara de Léôgane |

|                                 |
| Gaga de San Luís, 11 avril 2009 |

|                                 |
| Gaga de San Luís, 11 avril 2009 |